# NGC 7479
NGC 7479 sau Caldwell 44 este o galaxie spirală barată din constelația Pegas și se află la o distanță de aproximativ 105 milioane de ani-lumină (32 parseci) de Pământ. A fost descoperită de William Herschel în 1784.